# دروغ و سرقت
دروغ و سرقت به (انگلیسی:Lying and Stealing) یک فیلم جنایی، درام محصول آمریکا به کارگردانی مت اسلتون در سال ۲۰۱۹ است.

## داستان
داستان فیلم دروغ و سرقت در مورد مرد جوانی است که کار او سرقت آثار هنری بوده و از این راه زندگی خود را می‌گذراند، تا اینکه اف.بی. آی رَدش را می‌زند تا از طریق او به شخصی که پشت تمام این سرقت‌های هنری است برسد و…

## بازیگران
- تئو جیمز
- امیلی راتایکوفسکی
- فرد ملامد
- ابن ماس-بچراک
- ایسایا ویتلک جونیور
- ایوان هندلر
- جان گاتینز
- فرناندا آندراده
- باب استیفنسن
- کیت پاول